# Juan Carlos Asqui Pilco
Juan Carlos Asqui Pilco (* 7. Dezember 1972 in Tacna) ist ein peruanischer Geistlicher und römisch-katholischer Weihbischof in Tacna y Moquegua.

## Leben
Juan Carlos Asqui Pilco studierte Philosophie am Priesterseminar Cristo Sacerdote in Kolumbien und Theologie am Instituto Superior de Estudios Teológicos Juan XXIII in Lima. Am 23. April 2000 empfing er das Sakrament der Priesterweihe für das Bistum Tacna y Moquegua.
Neben verschiedenen Aufgaben in der Pfarr- und Jugendseelsorge war er von 2006 bis 2013 Ökonom und Mitglied des Diözesanwirtschaftsrates von Tacna y Moquegua. Ab 2014 war er Bischofsvikar für die Seelsorge und für die Weiterentwicklung des diözesanen Erneuerungs- und Evangelisierungsplans. Ab 2019 war er zudem Regens des Diözesanseminars San José in Tacna.
Am 26. März 2022 ernannte ihn Papst Franziskus zum Titularbischof von Arpi und zum Weihbischof in Tacna y Moquegua. Die Bischofsweihe spendete ihm der Bischof von Tacna y Moquegua, Marco Antonio Cortez Lara, am 12. Mai desselben Jahres. Mitkonsekratoren waren der Apostolische Nuntius in Peru, Erzbischof Nicola Girasoli, und der Bischof von Sicuani, Pedro Bustamante López.